# Madame Brassart
Élisabeth Brassart (1897-1992) fue la propietaria de la escuela Le Cordon Bleu en París de 1945 a 1984. Le Cordon Bleu había sido fundado en 1895 por Marthe Distel y Henri-Paul Pellaprat. En 1945, después del final de la Segunda Guerra Mundial, compró lo que se había convertido en una escuela de un orfanato católico que lo había heredado después de la muerte de su fundadora a fines de la década de 1930. El actual propietario, André J. Cointreau, lo compró a Brassart, que era un viejo amigo de la familia.
Brassart logró atraer a muchos chefs notables para enseñar en Le Cordon Bleu bajo su mandato. La escuela fue internacional bajo su liderazgo, con estudiantes de Estados Unidos, Japón y otros lugares.
Madame Brassart dirigió la escuela hasta 1984, cuando a la edad de 87 años decidió que era hora de retirarse.

## Alumnado
Madame Brassart ha sido descrita desfavorablemente en varios textos, en particular en biografías de Julia Child, que estudió en la escuela con Brassart.
La verdad es que Mme. Brassart y yo nos pusimos de los nervios. Parecía pensar que otorgar un diploma a un estudiante era como introducirlo en una especie de sociedad secreta; como resultado, los pasillos de la escuela se llenaron de un aire de celos mezquinos y desconfianza. Desde mi perspectiva, Mme. Brassart carecía de experiencia profesional, era una administradora terrible y se enredaba en detalles y política insignificantes ... »- de My Life in France, extraído de The New York Times, 19 de febrero de 2006
En la película de 2009 Julie & Julia, Brassart fue interpretada por Joan Juliet Buck de acuerdo con cómo la describió Child. Poco después del estreno de la película, Nina Zagat, quien también pasó un tiempo en Le Cordon Bleu con Brassart, y su esposo respondieron a la interpretación de la película con un artículo comparando a Brassart y Child, a quienes ambos conocían personalmente y que afirmaban que Brassart era más comprensiva en la vida real. «Habiendo conocido a ambas mujeres, podemos decir con seguridad que es difícil imaginar dos personas menos compatibles. Julia era alta y asertiva con una voz fuerte en inglés; uno solo puede imaginar cómo sonaba en francés. Madame Brassart, en cambio, era menuda, elegante y aristocrática, y hablaba un francés e inglés impecables, así como varios otros idiomas. . . Desde nuestro punto de vista, Madame Brassart fue mucho más comprensiva de lo que se retrata en la película: tenía un gran sentido del humor y podía ser muy divertida de una manera discreta («La risa era de rigor con ella», dijo su sobrina) -y sus logros como educadora culinaria, al igual que los de Julia, son indiscutibles».